# Kansas
Kansas (anglická výslovnost  [ˈkænzəs]IPA, oficiálně State of Kansas) je stát nacházející se v centrální části Spojených států amerických, v oblasti západních severních států ve středozápadním regionu USA. Kansas, na jehož území se nachází geografický střed kontinentálních USA, hraničí na severu s Nebraskou, na východě s Missouri, na jihu s Oklahomou a na západě s Coloradem.
Se svou rozlohou 213 100 km² je Kansas patnáctým největším státem USA, v počtu obyvatel (2,9 milionů) je 35. nejlidnatějším státem a s hodnotou hustoty zalidnění 14 obyvatel na km² je na 40. místě. Hlavním městem je Topeka se 130 tisíci obyvateli. Největšími městy jsou Wichita s 390 tisíci obyvateli, dále Overland Park (190 tisíc obyv.), Kansas City (150 tisíc obyv.), Olathe (130 tisíc obyv.) a Lawrence (90 tisíc obyv.). Nejvyšším bodem státu je vrchol Mount Sunflower s nadmořskou výškou 1654 m na západě státu. Největšími toky jsou řeky Missouri, která tvoří část hranice se státem Missouri, a Arkansas.
První Evropan se do oblasti Kansasu dostal v roce 1541. Od 17. století si na území dělala nárok Nová Francie, žádné evropské osídlení se zde však nenacházelo. Na základě výsledku sedmileté války získali region v roce 1762 Španělé, kteří jej začlenili do místokrálovství Nové Španělsko; zpět do francouzských rukou se dostal v roce 1800. Francouzskou Louisianu, včetně území Kansasu, který získal své jméno podle místního indiánského kmene Kansů, koupily v roce 1803 Spojené státy. Oblast dnešního Kansasu byla následně do roku 1821 postupně součástí louisianského a missourského teritoria. Vlastní kansaské teritorium bylo zřízeno v roce 1854 a existovalo do roku 1861. Kansas se 29. ledna 1861 stal 34. státem.

## Historie
USA koupily území Kansasu v roce 1803 od Francie jako součást koupě Louisiany. V témže roce byl jako přidružené území připojen k Unii. Dne 30. května 1854 vznikla dvě teritoria: Nebraska a Kansas. Mnoho osadníků cestujících přes Kansas do Kalifornie a Utahu si nakonec tento stát vybralo jako svůj domov a usadili se zde. Zdejším hlavním lákadlem byla velice úrodná půda, a tudíž dostatek potravin. 29. ledna 1861 se Kansas stal 34. státem Unie. 19. února 1861 byl Kansas prvním státem v USA, kde se zavedly prohibiční zákony a zakázala se jakákoliv konzumace alkoholu.

## Symboly

### Další symboly
Mottem státu je „Ad Astra Per Aspera“, květinou slunečnice, stromem topol bavlníkový, ptákem vlhovec západní a písní Home on the Range.

## Geografie
Jižní hranici Kansasu tvoří Oklahoma, východní Missouri a severní Nebraska. Na západě sousedí se státem Colorado. Kansas leží uprostřed mezi oběma oceány, k Atlantskému i k Tichému oceánu je to stejně daleko. Nachází se v geografickém středu kontinentálních USA. Přesný bod je užíván jako centrální referenční bod pro všechny státní mapy.
Kansas je téměř rovinatá země, na západě mírně zvlněná. Je zde mírné podnebí a dobrá půda k zemědělství. Silnice jsou tu tudíž lemovány nekonečnými obilnými lány a sily.
- Nejvyšší bod státu leží ve výšce 1 231 m nad mořem.
- Nejnižší bod státu leží ve výšce 207 m nad mořem.
- Průměrná nadmořská výška je 600 m.
- Šířka státu je 340 km.
- Délka státu je 645 km.

## Ekonomika
HDP Kansasu v roce 2008 je 122 miliard dolarů, což ho umisťuje na 32. místo v USA. Roční příjem na hlavu je 35 013 dolarů (to je 2 917 dolarů měsíčně).
- Zemědělskými produkty jsou: dobytek, pšenice, sója, chov prasat, zrno, kukuřice.
- Průmyslovými produkty jsou: dopravní a zemědělská zařízení, zpracování potravin, chemické produkty, stroje, těžba ropy a jiných surovin, textilní výroba.

## Demografie
Podle sčítání lidu z roku 2010 v Kansasu žilo 2 853 118 obyvatel. Hustota zalidnění je 12,7 obyvatele na km čtvereční.
- Hlavní město je Topeka (122 377 obyvatel).
- Největší město je Wichita (344 284 obyvatel).
- Další důležitá města: Kansas City (146 886 obyvatel), Olathe (92 962 obyvatel), Lawrence (80 098 obyvatel).

### Rasové složení
- 83,8 % Bílí Američané
- 5,9 % Afroameričané
- 1,0 % Američtí indiáni
- 2,4 % Asijští Američané
- 0,1 % Pacifičtí ostrované
- 3,9 % Jiná rasa
- 3,0 % Dvě nebo více ras

Obyvatelé hispánského nebo latinskoamerického původu, bez ohledu na rasu, tvořili 10,5 % populace.